# Гнилуша (приток Руды)
Гнилуша — река в Глазуновском районе Орловской области. Правый приток реки Руда.

## География
Образуется на востоке урочища Латышовский, на границе со Свердловским районом. Протекает в западном направлении до деревни Гнилуша, где принимает соразмеримый по водотоку правый приток из урочища Орлова Дача (имеющий в свою очередь притоки из безымянного оврага и балки Попова), после чего сворачивает на юг. Через 1,5 км впадает справа в Руду на высоте 181 метр над уровнем моря.

## Название
Название реки отмечено в экономических примечаниях к планам генерального межевания: «Гнилуша речки Руды и безымяннаго отвершка на правой, а речки Гнилуши на левой и по обеим сторонам оной и безымяннаго отвершка». «На речке Гнилуше пруд, при котором винокуренной завод о 16-ти Аглинских кубах. В зимния и осенния месицы выкуривается вина 26,287 ведер, которое по подряду постовляется в казенныя могазейны Московской и Орловской губернии в разныя города».
На старых картах показаны связанные с Гнилушей отвершки и овраги: «п. о. Рубежной, о. Орлово Гнездо, о. Ржавец, р. Гнилуша».